# Чапати

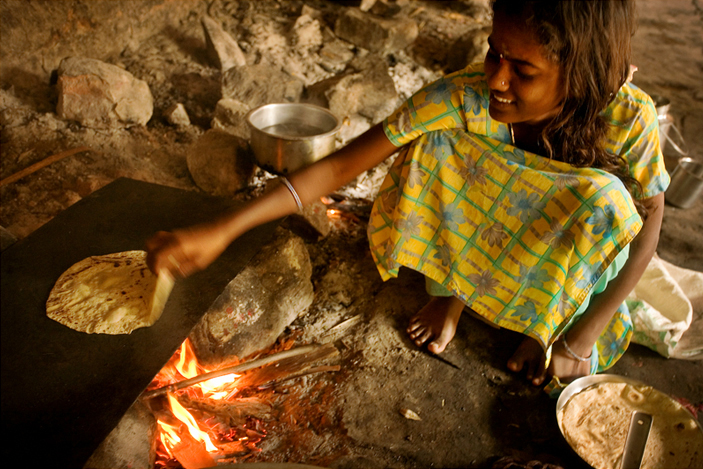
Девушка готовит чапати

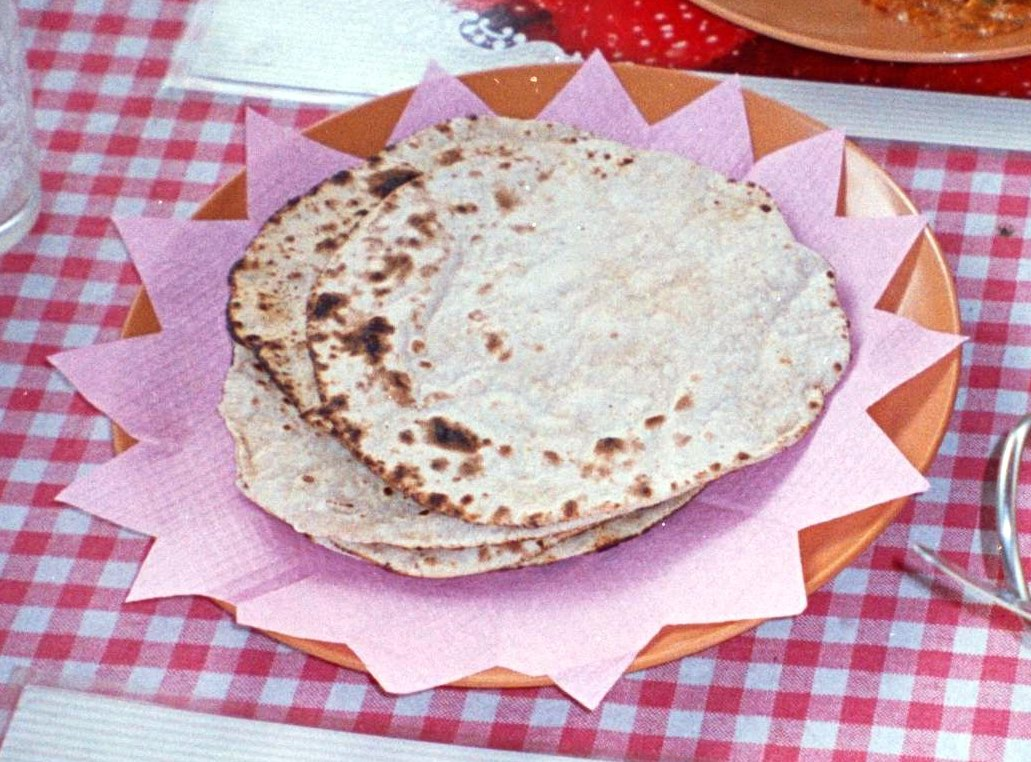
Чапати

Чапа́ти (маратхи चपाती), роти — хлеб из пшеничной муки, наподобие тонкого лаваша. Распространён в Афганистане, Индии, Непале, Таджикистане, Кыргызстане и других странах.
Чапати готовят вначале на сухой сковороде, а затем пекут на открытом огне. При этом лепёшка раздувается от пара до такой степени, что становится круглой, как мячик. Едят чапати, отрывая кусочки — их окунают в соусы и используют эти ломтики как ложечку, захватывая ими кусочки различных блюд. В северной части Индии распространены чапати с наполнителем. Самым распространённым является картофельное пюре с обжаренным луком.

## Рецепт
Тесто для чапати
- 3 стакана цельной пшеничной муки грубого помола
- 1.5 стакана воды
- соль по вкусу

## Знаменитые чапати
В 2003 году в индийском городе Бангалоре на испечённой чапати было обнаружено парейдолическое изображение Иисуса Христа, и эта лепёшка стала объектом паломничества – выставленную чапати посетили около 20 000 христианских паломников.